# کوجی نودا
کوجی نودا (انگلیسی: Koji Noda؛ زادهٔ ۱۷ اوت ۱۹۸۶) بازیکن فوتبال اهل ژاپن است.
از باشگاه‌هایی که در آن بازی کرده‌است می‌توان به باشگاه فوتبال اوراوا رد دیاموندز اشاره کرد.